# Рожищенська районна рада
Рожи́щенська райо́нна ра́да — орган місцевого самоврядування Рожищенського району Волинської області. Розміщується в місті Рожище, котре є адміністративним центром Рожищенського району.

## VII скликання

### Склад ради
Загальний склад ради: 34 депутати.
Виборчий бар'єр на чергових місцевих виборах 2015 року 25 жовтня 2015 року подолали місцеві організації дев'яти політичних партій. Було обрано 33 депутати. Кількість депутатських місць в розрізі політичних партій: Всеукраїнське об'єднання «Батьківщина» — 7; Об'єднання «Самопоміч» та БПП «Солідарність» — по 5, УКРОП — 4, Всеукраїнське об'єднання «Свобода», Радикальна партія Олега Ляшка та «Громадянська позиція» — по 3, «Наш край» та Аграрна партія України — по 2 депутати. Від БПП «Солідарність», попри 5 отриманих мандатів, обраними було 4 депутати.
За інформацією офіційної сторінки, станом на червень 2020 року в раді працюють чотири постійних депутатських комісій:
- з питань соціально-економічного розвитку, бюджету, фінансів та податкової діяльності;
- з питань використання майна спільної власності територіальних громад району, розвитку підприємництва, енергетичного комплексу, транспорту та зв’язку;
- з питань сільського господарства та раціонального використання земельних і природних ресурсів;
- з питань депутатської діяльності, правопорядку, охорони здоров’я, гуманітарних та соціальних питань.

### Керівний склад
19 листопада 2015 року, на першій сесії Рожищенської районної ради VII скликання, головою районної ради обрано депутата від «Батьківщини» Андрія Музику, котрий був головою ради попереднього скликання. Заступника голови ради обрали 29 березня 2018 року — ним стала Раїса Кучмук, депутат від партії «Наш край», директорка Волинського обласного центру зайнятості.